# Cardellina rubrifrons
La reinita carirroja (Cardellina rubrifrons), también conocido como chipe cara roja, es una especie de ave paseriforme de la familia Parulidae propio de América Central y Norteamérica. No tiene subespecies reconocidas.

## Distribución y hábitat
Es nativo de Honduras, El Salvador, Guatemala, México y Estados Unidos. Su hábitat natural se compone de bosque montano subtropical y tropical.